# Malacothrix typica
Malacothrix typica é uma espécie de roedor da família Nesomyidae. É a única espécie do género Malacothrix.
Pode ser encontrada na Angola, Botswana, Namíbia e África do Sul.
Os seus habitats naturais são: savanas áridas, matagal árido tropical ou subtropical, desertos quentes e desertos temperados. Está ameaçada por perda de habitat.
Pertence aos roedores da Subordem Myomorpha, na superfamília Muroidea.